# Emile Nölting
Jaques Emile Louis Alexandre Nölting (* 20. August 1812 in Mannheim; † 19. April 1899 in Hamburg) war ein deutscher Kaufmann, Bankier und Philanthrop.

## Leben und Wirken auf Haiti
Emile Nölting war der Sohn des Kaufmanns Carl Joseph Nölting (1781–1849) und dessen Gattin Josepha Henrica (oder Josephine Henriette), geborene Finder (1786–1861). Die Familie des Vaters stammte aus Hamburg, seine Mutter aus Mannheim, wo Carl Joseph Nölting arbeitete. Das Ehepaar hatte am 28. Juli 1808 in Brunstorf geheiratet und neben Emile vier weitere Kinder. Im Alter von vier Jahren zog Emile Nölting mit der Familie nach Hamburg. Hier ging er zur Schule und absolvierte ab dem 17. Lebensjahr eine Berufsausbildung bei Tanner & Brock. Anschließend arbeitete er als Kommis bei dem Schiffsmakler Johann Daniel Schirmer. Das Unternehmen konzentrierte sich auf Fahrten nach Westindien. Emile Nölting reiste 1836 mit dem Schoner „Superior“ nach Cap-Haïtien in Haiti. Das Unternehmen C. H. Killic unterbreitete ihm hier ein Stellenangebot, was Nölting jedoch ablehnte. Stattdessen arbeitete er zunächst als freier Mitarbeiter für die Firma Hahs, Finke & Co. Kurze Zeit später zog er in die haitianische Hauptstadt Port-au-Prince. Hier arbeitete er für das Unternehmen J. R. Bernard & Co.
1838 heiratete er Florida Richeux, deren Vater Plantagen besaß. Das Ehepaar hatte drei Kinder, die alle im Kleinkindalter starben. Am 13. November desselben Jahres beteiligte sich Nölting am Unternehmen J. R. Bernard & Co. Die notwendigen Mittel hierfür hatte er möglicherweise von seinem Vater erhalten. In Port-au-Prince lernte Nölting Julius Friedrich Wilhelm Reimers (1813–1880) kennen, der aus Hamburg stammte und Haiti ungefähr zeitgleich mit Nölting erreicht hatte. Die Kaufleute schlossen sich zusammen und gründeten am 1. Januar 1844 das Unternehmen Nölting, Reimers & Co. Die Geschäftsverbindung mit John Robert Bernard hatte Nölting zuvor aufgelöst.
1844 spaltete sich die Dominikanische Republik (San Domingo) von der Insel Haiti ab. Dies verkleinerte den Geschäftsbereich von Nölting, Reimers & Co., deren Geschäfte sich positiv entwickelten. San Domingo seinerseits verfügte über gute Beziehung zur Jungferninsel Saint Thomas, die eine dänische Kolonie war. Nölting und Reimers fanden einen weiteren Geschäftspartner namens Charles Hurtzig. Zum 1. Januar 1846 gründeten sie das Unternehmen Nölting, Reimers & Cia. mit Sitz in Saint Thomas, wohin Emile Nölting als Geschäftsführer umzog. Das Unternehmen etablierte sich in kurzer Zeit. Emile Nölting übertrug Charles Hurtzig die Geschäftsleitung und fuhr zurück nach Hamburg, wo er Hermann Münchmeyer traf. Dieser war ebenfalls zur fast gleichen Zeit nach längerer Aufenthaltszeit auf Haiti nach Hamburg zurückgekehrt. Beide entschlossen, die Geschäfte auf Haiti und in Saint Thomas gemeinsam weiterzuführen. Münchmeyer gründete zu diesem Zweck am 1. September 1846 das Unternehmen H. Münchmeyer mit Sitz in Hamburg; Nölting fuhr währenddessen zurück nach Saint Thomas. 1850 ging Wilhelm Reimers zurück nach Hamburg. Münchmeyer liquidierte daraufhin das von ihm 1846 gegründete Unternehmen. Am 8. Juli 1850 gründeten beide gemeinsam mit Nölting stattdessen das Unternehmen Münchmeyer, Nölting & Reimers mit Sitz in Hamburg, an dem alle Namensgeber Anteile hielten.
Aufgrund unterschiedlicher Interesse der drei Anteilhaber wählten sie für das Unternehmen in Hamburg Ende 1854 andere Unternehmensformen: Sie liquidierten Münchmeyer, Nölting & Reimers und gründeten stattdessen zum 1. Januar 1855 die Firmen Nölting & Reimers und Münchmeyer & Co. Kurze Zeit später stieg Nölting aus dem Unternehmen in Saint Thomas aus; das Unternehmen firmierte fortan als Hurtzig, Meyer & Co.
Im Sommer 1846 hielt sich Emile Nölting in Hamburg auf, während seine Ehefrau durch Europa reiste. Sie starb am 13. Juni 1846 bei einem Aufenthalt in Paris. Emile Nölting heiratete am 24. Juli 1850 in Port-au-Prince in zweiter Ehe Louise Alexandrine Clara Windsor (1826–1898). Gemeinsam mit seiner aus Irland stammenden zweiten Ehefrau zog er von Saint Thomas nach Port-au-Prince. Emile Nölting unterstützte hier bis 1853 den Kaiser Faustin Soulouque bei Finanztransaktionen, die vermutlich der Beschaffung von Bargeld dienten. Anschließend ging er mit seiner Ehefrau nach Manchester, wo die meisten Importe aus Haiti angelandet wurden. Es handelte sich dabei primär um Kaffee, Tabak und Baumwolle. Die Geschäfte des Unternehmens in Port-au-Prince führte Nöltings Schwager Carl (Charles) Anton Philipp Purgold fort. Im Sommer 1856 verließ Nölting mit seiner Familie Manchester, kehrte nach Hamburg zurück und erwarb dort am 3. April 1857 das Hamburger Bürgerrecht.

## Wirken in Hamburg
Die Wirtschaftskrise von 1857 beeinträchtigte die Geschäfte des Unternehmens Nölting & Reimers nur wenig. Die finanziellen Mittel der Unternehmer reichten aus, um als Mitglieder des Garantie-Disconto-Vereins 40.000 Mark für notleidende Unternehmen zu zahlen. Ende 1858 entschied Wilhelm Reimers, aus dem Unternehmen auszusteigen. Nach der Liquidation gründete Nölting daher die Firma Emile Nölting & Co., die Kontakte mit Nölting, Purgold & Co. in Port-au-Prince unterhielt. Da Überlandtransporte auf Haiti kompliziert waren, erwies es sich als vorteilhaft, Niederlassungen in mehreren Häfen zu unterhalten. Nölting gründete daher gemeinsam mit Charles Purgold und Robert D. Roberts am 1. Juli 1859 die Purgold & Co. mit Sitz in Les Cayes. Hinzu kamen später Niederlassungen in Gonaïves, Saint-Marc und in Jacmel. Letztere wurde von Louis Sanne (1842–1875) geführt. Außerdem gründete Nölting die Firma Nölting, Rodatz & Co. mit Sitz in Cap-Haïtien. Als wichtigster Kaufmann, der Geschäfte mit Haiti unterhielt, übernahm Nölting 1865 von Hermann Münchmeyer das Amt eines haitianischen Generalkonsul in Hamburg.
Nölting wurde 1859 vom Kirchspiel St. Jakobi in die Hamburgische Bürgerschaft gewählt. Die Wahl wurde jedoch für ungültig erklärt, da er noch nicht drei Jahre Hamburger Bürger gewesen war. Von 1859 bis 1862 fungierte er als Handelsrichter in Hamburg.
Mit den Handelsgeschäften muss Emile Nölting ein großes Vermögen erwirtschaftet haben, worauf der umfangreiche Immobilienbesitz in Hamburg hindeutet: er wohnte an der Ferdinandstraße 24 und kaufte dieses Gebäude 1864. 1860 hatte er das nördlich angrenzende Haus am Alsterdamm 2 erworben. Das an der Binnenalster gelegene Haus am Alsterdamm (heute Ballindamm) bewohnte er mit seiner Familie, das dahinterliegende Bauwerk in der Ferdinandstraße nutzte er als Kontorhaus. 1865 kaufte er ein Landhaus an der Elbchaussee 190, das er nach seiner Frau „Villa Clara“ nannte. Dieses Landhaus hatte Martin Haller gebaut und Auguste de Meuron 1856 erweitert.
Von 1860 bis 1868 unterhielt Emile Nölting als Reeder bis zu fünf Segelschiffe, konzentrierte sich in den Folgejahren jedoch auf das Merchant Banking und investierte in andere Unternehmen. Bereits 1862 hatte er Anteile der Hamburger Actien-Brauerei erworben. 1869 kaufte er 18,2 Prozent der Aktien der neu firmierten Hollerschen Carlshütte bei Rendsburg für einen Kaufpreis von 700.000 Mark Preußisch. Im Februar gehörte er als einer von zwölf Kaufleuten zu den Gründungsmitgliedern der Commerz- und Discontobank AG und übernahm sechs Prozent des Stammkapitals, das insgesamt 10 Millionen Mark betrug. Außerdem hielt er 20 Prozent der Aktien der Chemischen Fabrik Harburg-Staßfurt, die mehrheitlich im Besitz der Commerz- und Discontobank war. Nölting war Gründungs- und Aufsichtsratsmitglied aller Firmen, von denen er Anteile besaß. Von 1881 bis 1890 war er stellvertretender Vorsitzender der Commerz- und Discontobank AG, ab 1890 bis zum Lebensende deren Vorsitzender.
Ende 1889 schied Emile Nölting aus seinem Unternehmen aus und übertrug die Geschäfte seinem Sohn Edgar (* 1861), der zuvor schon einige Jahre für seinen Vater tätig gewesen war. Das Unternehmen existierte noch mehrere Generationen weiter, bis es während der COVID-19-Pandemie 2020 Insolvenz anmelden musste.

## Wirken als Mäzen
Emile Nölting engagierte sich sehr für gemeinnützige Zwecke. 1860 stiftete er Geld, mit dem die Zoologische Gesellschaft AG gegründet wurde. Unter der Leitung von Ernst Merck entstand so der Zoologische Garten nahe dem Dammtor. Er arbeitete unentgeltlich bei der Internationalen Gartenbauausstellung mit, die 1869 in Hamburg stattfand. Nölting rief gemeinsam mit Adolph Schramm (1805–1887) und zwei weiteren Personen eine Kommission ins Leben, die den Neubau des Marienkrankenhauses ermöglichte. Zu diesem Zweck hatten sie binnen zwei Jahren mehr als 100.000 Mark eingeworben.

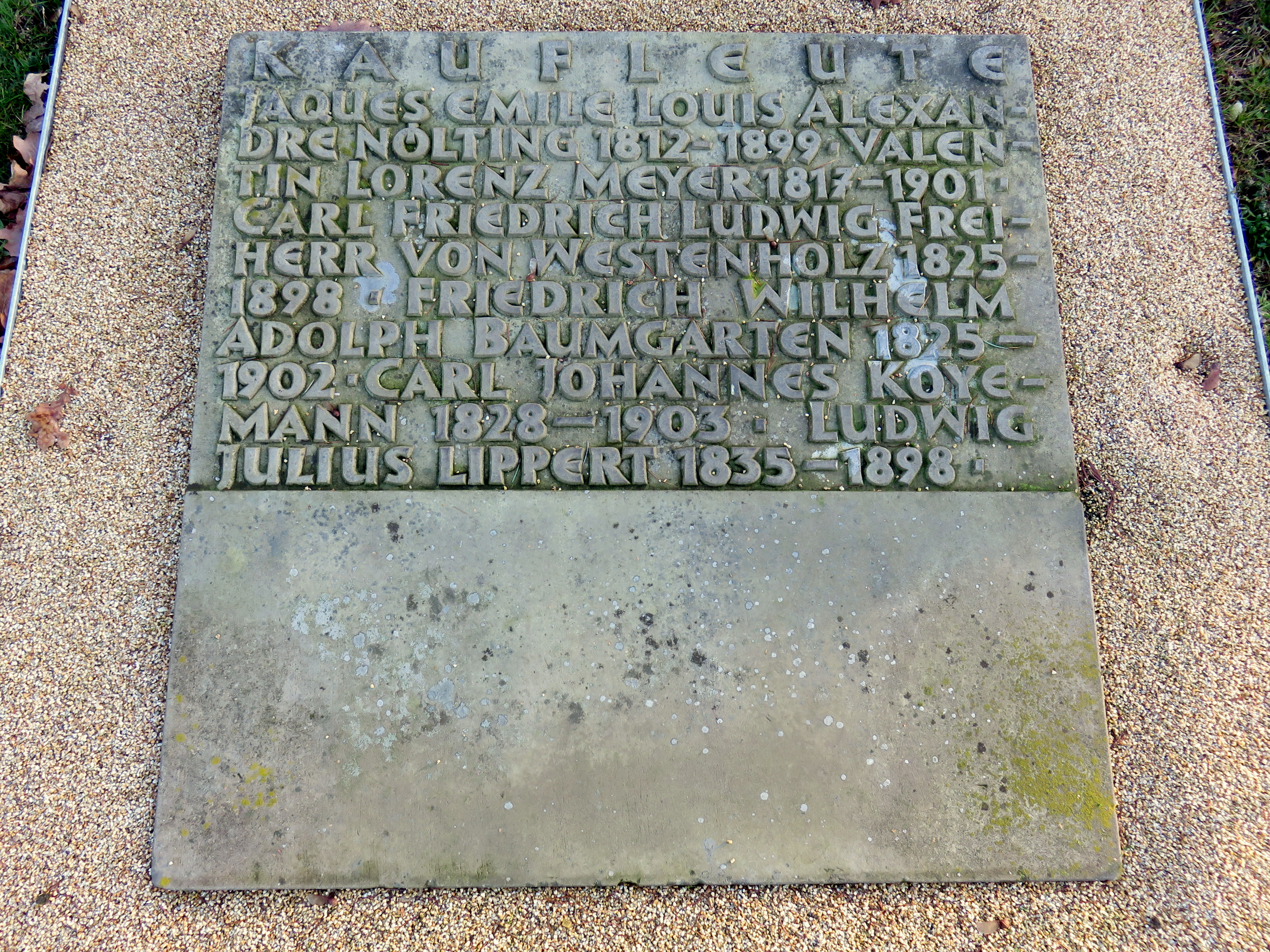
„Jaques Emile Louis Alexandre Nölting“, Sammelgrab Kaufleute (II f), Friedhof Ohlsdorf

Nölting, ursprünglich evangelischen Glaubens, konvertierte auf Bitten seiner katholischen Gattin 1883 zur katholischen Kirche und spendete für kirchliche Zwecke. Für die neu errichtete St. Marienkirche in Hamburg-Altona stiftete er einen Altar. Nach dem Tod Clara Nöltings am 18. Juli 1898, der Nölting stark deprimierte, befand er sich in Pflege bei den Grauen Schwestern von der Heiligen Elisabeth. Diesen sagte er zu, ein neues Heim zu finanzieren und dieses der katholischen Kirche zu schenken. Der Hamburger Architekt E. Brettschneider plante das später als Nölting-Stift bekannte Wohnhaus. Nölting selbst bekam jedoch weder die Pläne noch das Gebäude zu sehen, da er drei Monate für Vollendung der Pläne verstarb. Das fünfstöckige, 1900 fertiggestellte Gebäude befand sich in der Pastorenstraße 3 (ab 1959 umbenannt in Michaelisstr. 23) und bestand bis zum Abriss 1966. Da sich die Anzahl der Ordensfrauen während der Zeit des Nationalsozialismus stark reduzierte, wurde das Gebäude 1943 von einem Heim zu einem Wohnhaus umfunktioniert. Ab 1947 diente es auch als Pfarrhaus für den Kleinen Michel.

## Ehrungen
An Emile Nölting wird auf der Sammelgrabplatte Kaufleute (II f) des Althamburgischen Gedächtnisfriedhofs, Friedhof Ohlsdorf, erinnert.
1951 wurde die Nöltingstraße in Hamburg-Ottensen nach Emile Nölting benannt.